# Yamaha V9958

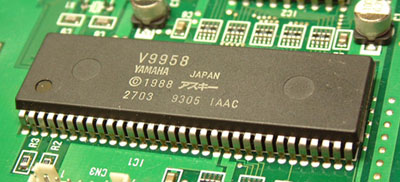
Yamaha V9958

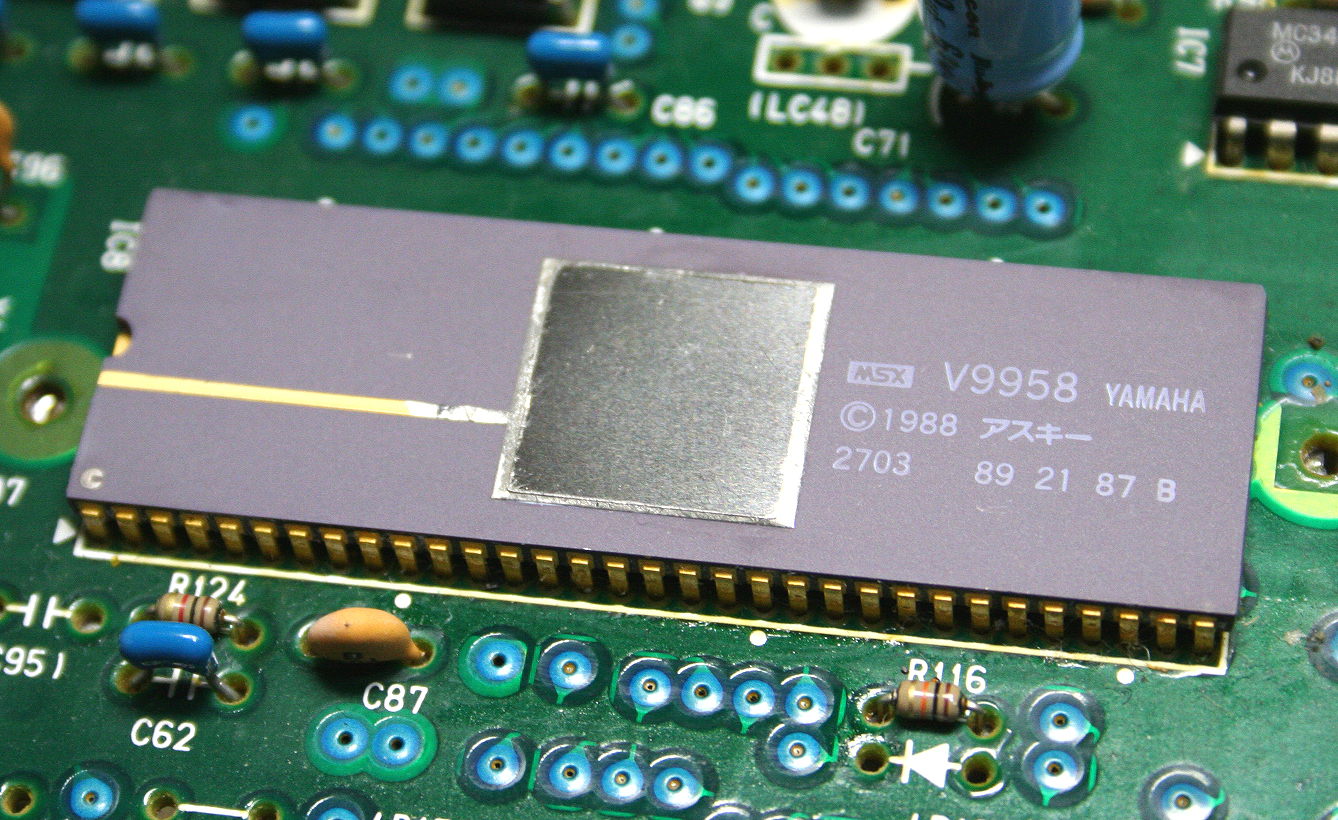
Yamaha V9958 (contenitore ceramico)

Lo Yamaha V9958 è un Video Display Controller (VDC) utilizzato negli home computer MSX2+ e MSX turbo R e nella scheda di aggiornamento "TIM" per il TI-99/4A.
Lo Yamaha V9958, noto sui computer MSX anche come MSX-Video o VDP (Video Display Processor), è il successore dello Yamaha V9938, usato negli MSX2 e nel Geneve 9640, un computer su scheda usato come aggiornamento del TI-99/4A. Nonostante le nuove modalità grafiche con supporto a 19.268 colori (in standard YJK) e i registri per lo scrolling orizzontale e verticale in hardware, il chip non fu molto popolare.

## Caratteristiche tecniche
- VRAM: 128 KB + 64 KB di VRAM espansa
- Modalità testo: 80×24 e 32×24 caratteri
- Risoluzione: 512×212 (16 colori da una  tavolozza di 512), 256×212 (19.268 colori in standard YJK)
- Sprite: 32, con 16 colori; solo 8 per ogni linea orizzontale
- Accelerazione hardware per le operazioni grafiche di copiatura, tracciamento di linee, riempimento, ecc..
- Interlacciamento con risoluzione verticale doppia
- Registri per lo scorrimento orizzontale e verticale

### Specifiche dettagliate
Lo Yamaha V9958 aggiungeva, alle specifiche dello Yamaha V9938, le seguenti caratteristiche:
- Registri per la gestione dello scorrimento orizzontale in hardware
- modalità grafiche in standard YJK (simili allo standard YUV)
  - G7 + YJK + YAE: 256×212 pixel, 12.499 colori YJK + 16 colori da tavolozza RGB
  - G7 + YJK: 256×212 pixel, 19.268 colori YJK
- Possibilità di eseguire comandi grafici con accelerazione hardware su schermi con modalità non grafiche
- Rimozione delle funzioni per gestire le penne ottiche e i mouse

## Terminologia specifica dei computer MSX
Sui computer MSX le modalità grafiche sono spesso indicate con i numeri a loro assegnate in MSX BASIC:
| Modalità base         | Modalità VDP     | Sistemi MSX      |
| --------------------- | ---------------- | ---------------- |
| Screen 0 (40 colonne) | T1               | MSX 1            |
| Screen 0 (80 colonne) | T2               | MSX 2            |
| Screen 1              | G1               | MSX 1            |
| Screen 2              | G2               | MSX 1            |
| Screen 3              | MC               | MSX 1            |
| Screen 4              | G3               | MSX 2            |
| Screen 5              | G4               | MSX 2            |
| Screen 6              | G5               | MSX 2            |
| Screen 7              | G6               | MSX 2            |
| Screen 8              | G7               | MSX 2            |
| Screen 10             | G7 con YJK e YAE | MSX 2+ e turbo R |
| Screen 11             | G7 con YJK e YAE | MSX 2+ e turbo R |
| Screen 12             | G7 con YJK       | MSX 2+ e turbo R |

## V9990
Il successore del V9958 è lo Yamaha V9990, che però non è retrocompatibile con il primo. Fu usato per una scheda di espansione per i computer MSX chiamata "Grafics9000", o "GFX9000", prodotta da Sunrise.
Il V9990 presenta, rispetto al V9958, alcune differenze nelle modalità supportate:
- Screen 0: modalità testuale a 64 colonne
- Screen 1: modalità testuale a 32 colonne
- Screen 2: modalità P1 (256×212 pixel con scelta dei motivi di riempimento e doppio piano)
- Screen 3: modalità P2 (512×212 pixel con scelta dei motivi di riempimento)
- Screen 4: come lo Screen 2
- da Screen 5 a Screen 12: come le medesime modalità degli MSX2/MSX2+ ma con la differenza che sono supportati solo 2 sprite monocromatici

0: 64 columns text mode
1: 32 columns text mode
2: P1 mode (256x212 dualplane patternmode)
3: P2 mode (512x212 patternmode)
4: like screen 2
5...12: like MSX2/2+ but sprites; only two one-colour sprites are allowed
Introduce inoltre alcune novità:
- una nuova modalità da 384×249 pixel (overscan)
- una nuova modalità da 768×240 pixel
- nuove gamme cromatiche:
  - 256×212: 64 colori da una tavolozza di 32.768;
  - 512×212: 16 colori
  - 512×424: 32.768 colori simultaneamente